# Pachyschelus deplanatus
Pachyschelus deplanatus es una especie de escarabajo joya del género Pachyschelus, familia Buprestidae. Fue descrita científicamente por Chevrolat en 1838.